# Placebo (gruppo musicale)
I Placebo sono un gruppo musicale rock alternativo britannico formato dal cantante e chitarrista Brian Molko e dal bassista Stefan Olsdal, in attività dal 1994.
La band è salita alla ribalta a cavallo dei primi anni 2000 grazie alla particolare voce di Molko, all'abbigliamento e atteggiamento androgino dei suoi componenti e per i loro testi provocatori che trattavano di sessualità, sanità mentale e utilizzo di droghe, oltre che per aver portato avanti uno stile musicale molto variegato, che ha saputo spaziare dal neo-glam al punk rock e includere diverse sperimentazioni elettroniche. Dopo aver allontanato dalla formazione lo storico batterista Steve Hewitt a causa delle sue dipendenze, dal 2009 Molko e Olsdal hanno indirizzato il gruppo su diverse sonorità e testi, spostandosi su tematiche più intime e personali.
Al 2014, hanno venduto oltre 13 milioni di dischi.

## Storia del gruppo

### Placebo(1994-1997)
La storia dei Placebo avrebbe potuto avere inizio in Lussemburgo, dove Brian Molko e Stefan Olsdal frequentavano una prestigiosa scuola, l'International School of Luxembourg: in quel frangente però i due, che si conoscono quando hanno rispettivamente 13 e 11 anni, non instaurano alcun rapporto di amicizia. Brian, dopo il diploma, si trasferisce a Londra per frequentare il Goldsmith's College con lo scopo di coltivare la sua passione per il teatro, mentre Stefan Olsdal segue i suoi genitori prima in Svezia e poi in Inghilterra, dove studia chitarra al Musicians Institute nell'East End della capitale.  È per pura coincidenza che i due, dopo alcuni anni, si rincontrano alla stazione della metropolitana di South Kensington. Questo incontro segna l'inizio della storia dei Placebo perché, proprio quel giorno, Brian deve esibirsi in un pub, accompagnato da un batterista con cui occasionalmente collabora, Steve Hewitt. Stefan è presente tra il pubblico di quel concerto e, rimasto colpito dalla voce e dal modo di suonare di Brian, decide immediatamente di proporgli una collaborazione. Al progetto partecipa anche Steve che, sebbene faccia parte di un'altra band (i Breed), riesce comunque a comporre le parti di batteria delle demo che confluiranno successivamente nell'album di esordio. Malgrado Molko e Olsdal vogliano Hewitt come batterista del loro gruppo, quest'ultimo non poteva dare seguito alle loro richieste in quanto sotto contratto con i Breed. A causa di tale circostanza, Olsdal chiama un suo amico svizzero, Robert Schultzberg, che si trova già a Londra per studiare musica. Dopo l'arrivo di Robert nel gruppo, i tre decidono di chiamarsi "Placebo". Il loro nome deriva dal concetto medico di placebo: il gruppo lo scelse proprio pensando a "qualcosa che tu credi ti faccia sentire meglio". Prima di scegliere definitivamente il nome, il gruppo utilizzò più nomi durante i suoi concerti, tra i quali "Ashtray Heart".
Il gruppo dunque nasce ufficialmente nel 1994; il gruppo viene fortemente influenzato da artisti come The Cure, The Smashing Pumpkins, Sonic Youth, Pixies e David Bowie. Il New York Times paragona il gruppo "alle band della prima ondata di post-punk, in particolare New Order, The Cure, Siouxsie and the Banshees, gli U2 degli esordi e i Talking Heads". Dopo alcuni concerti e la pubblicazione di Bruise Pristine come singolo split per l'etichetta Fierce Panda, il loro tour manager riesce a segnalare il gruppo fornendo il loro demo tape all'entourage di David Bowie che in quel momento era alla ricerca di una band di supporto per l'Outside Tour in sostituzione di Morrissey. Bowie, rimasto colpito dalle sonorità del gruppo, decide di ingaggiarla per il suo tour europeo nonostante quest'ultima non avesse ancora siglato alcun contratto discografico. A seguito del buon riscontro da parte del pubblico, la Virgin li adocchia, e così i Placebo firmano per la prestigiosa etichetta, con la quale pubblicano l'omonimo Placebo nel 1996. Il singolo di lancio è Come Home. Sempre nel 1996 Steve Hewitt torna con Molko e Olsdal lasciando i Breed: l'esordio ufficiale dal vivo con il nuovo batterista si registra, nel gennaio del 1997, al concerto in occasione del cinquantesimo compleanno di Bowie, tenutosi al Madison Square Garden e aperto dal trio britannico. In seguito escono i singoli 36 Degrees, Teenage Angst, e, soprattutto, i fortunati Nancy Boy e Bruise Pristine, che ottengono un grande successo di vendite entrando nella top10 della classifica singoli in Regno Unito.

### Without You I'm Nothing(1998-1999)
Il 1997 e l'anno successivo sono esaltanti per il gruppo, che si ritrova a suonare a fianco degli U2 e a collaborare con il leader dei R.E.M. Michael Stipe durante le riprese del film Velvet Goldmine. È nel 1998 che vede la luce Without You I'm Nothing, album che fu considerato un ottimo lavoro: pungente e duro al punto giusto, leggero e incantato nelle sue ballate. Pure Morning, il primo singolo, stupisce gran parte del pubblico. La voce di Brian e il suo corpo femmineo che, nel videoclip ufficiale, passeggia sulla parete di un grattacielo rimangono per molti mesi nei piani alti delle classifiche europee e anche tra quelle dei critici più attenti. Il leader Brian Molko, anche a causa dell'immagine fornita dal film Velvet Goldmine, è ormai la nuova icona del glam rock, anche se in molte occasioni i membri del gruppo cercano di spiegare come questo aggettivo non si adatti alle loro caratteristiche.
Molko dichiara di fare uso di sostanze stupefacenti: nel 1997 in un'intervista con i New York Doll, ammette che l'eroina, della quale fa uso, è "il pianeta che ancora non aveva esplorato".
Nel 1999 i Placebo suonano la cover 20th Century Boy ai BRIT Awards assieme a David Bowie, e firmano insieme a lui anche il singolo Without You I'm Nothing nella versione singolo.

### Black Market Music(2000-2002)

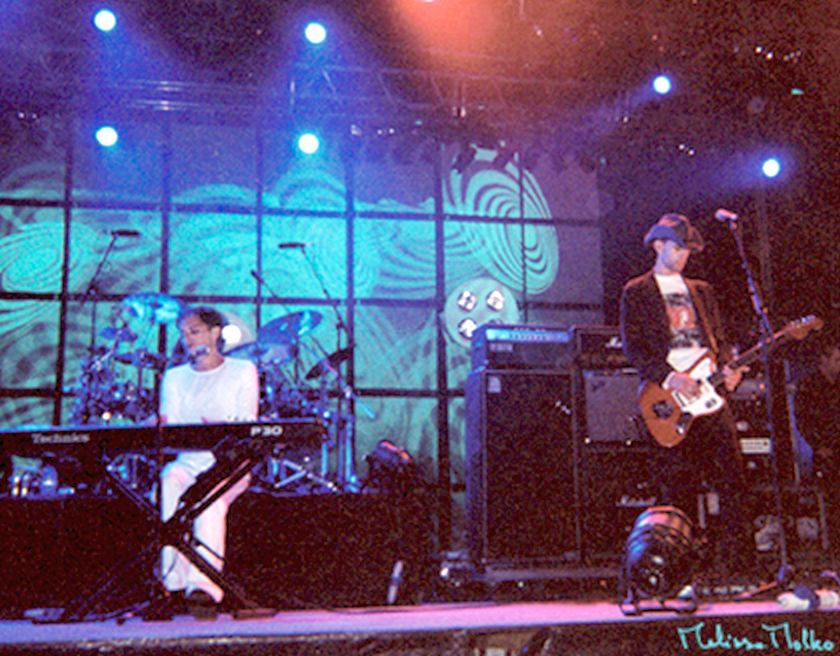
I Placebo in concerto in Portogallo nel 2001

Con l'uscita del terzo album Black Market Music, nel 2000, il gruppo afferma ancora di più il suo successo internazionale ma anche le controversie a loro legate: il singolo Special K, in particolare, viene censurato nel Regno Unito per i suoi espliciti riferimenti alla ketamina. Lo stesso brano viene suonato dal gruppo, ospite al Festival di Sanremo 2001, condito da gesti volgari e la distruzione di una chitarra da parte di Brian Molko diretti al pubblico a loro ostile, creando non poco scalpore tra i media italiani.
Parlando del disco, ricco di sperimentazioni rock, Brian Molko disse che «Il nostro album di debutto fu veloce, rude e punk pop, Without You I'm Nothing mostrò i nostri lati più malinconici e depressi, e Black Market mostra una perfetta combinazione di entrambi». Anni dopo, tuttavia, lo stesso Molko espresse il suo rammarico nel non aver partecipato attivamente alla produzione del disco come fatto con i suoi predecessori.

### Sleeping with GhostseOnce More with Feeling(2003-2004)
Nel marzo 2003 esce Sleeping with Ghosts. L'album si presenta diverso dai precedenti, con un sound rinnovato e arricchito da elementi di musica elettronica, anche se nel complesso segue la linea classica di quella che è la musica dei Placebo. L'alternarsi di brani rock e altri più elettronici viene accolto in modo insperatamente positivo, tanto che il disco vende più dei primi tre, con oltre 1,5 milioni di copie in tutto il mondo. Viene pubblicata un'edizione speciale di Sleeping with Ghosts con allegato un CD chiamato Covers, nel quale la band esegue brani di Kate Bush, Pixies, The Smiths, T. Rex, Depeche Mode e altri. Vengono estratti come singolo dall'album The Bitter End, di discreto successo internazionale, This Picture, del quale video vede la partecipazione dell'attrice italiana Asia Argento, Special Needs e una versione differente rispetto all'originale presente nell'album di English Summer Rain.
La raccolta Once More with Feeling: Singles 1996-2004 esce l'anno successivo, e raccoglie tutti i singoli (meno il singolo di esordio Come Home) e tre inediti I Do, Twenty Years e Protège-moi, la versione francese di Protect Me from What I Want contenuta nell'album precedente. Alcune canzoni della raccolta sono state suonate o mixate in maniera differente rispetto alle originali (Nancy Boy, Pure Morning, Every You Every Me, Special Needs e English Summer Rain), e si possono trovare nell'edizione speciale doppio CD dell'album. Viene inoltre pubblicata un'edizione DVD con tutti i video ufficiali del gruppo sino ad allora.

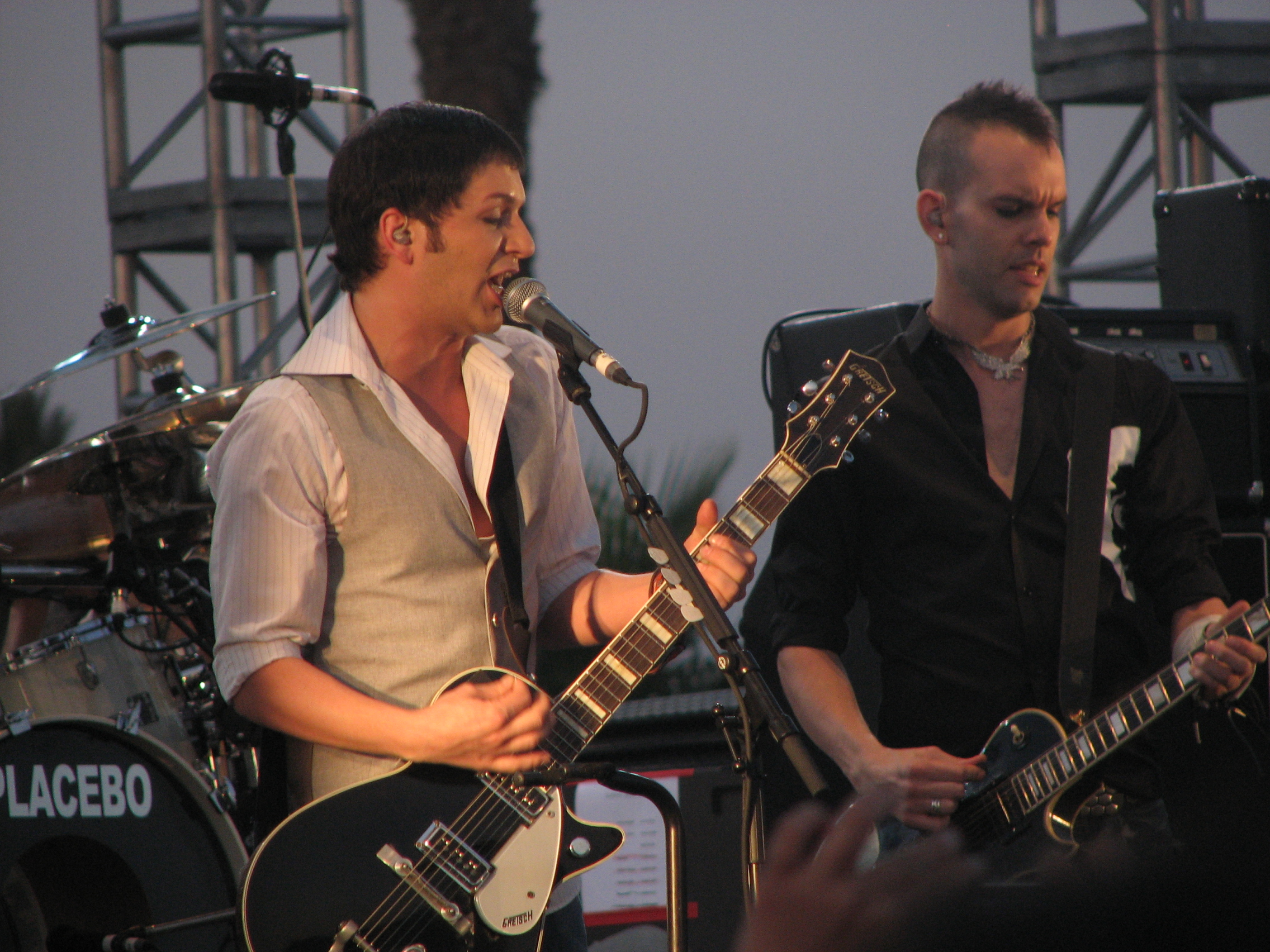
Concerto dei Placebo al Coachella Festival 2007

### Meds(2005-2008)
Nel 2005 i Placebo partono per una tournée in Sud America dove raccolgono un discreto successo; sempre nel 2005 suonano anche al Live 8. Nel marzo del 2006, dopo tre anni da Sleeping with Ghosts, esce Meds, quinto album in studio della band. L'album è stato anticipato dal singolo Because I Want You nel Regno Unito e da Song to Say Goodbye nel resto del mondo. Nel 2006 esce anche Placebo: 10th Anniversary Edition, una nuova edizione dell'album di esordio Placebo, con un DVD e quattro tracce bonus, in occasione dei dieci anni dall'uscita dell'album.
Nello 2007 la band, dopo aver preso parte al tour Projekt Revolution con Linkin Park e My Chemical Romance, pubblica attraverso la Virgin l'EP Extended Play '07.
Nel 2005 Brian Molko collabora con il gruppo francese Indochine, duettando con il cantante e leader Nicola Sirkis nel pezzo Pink Water 3, contenuto nell'album Alice & June del gruppo francese.
Il 1º ottobre 2007 sul sito ufficiale della band appare la notizia secondo la quale Steve Hewitt ha lasciato la band dopo dieci anni nella formazione. Successivamente i Placebo hanno dichiarato che fu lui ad essere allontanato poiché non voleva cambiare il proprio stile di vita, in quanto abusava di alcool e droghe e per Brian e Stefan era importante non avere influenze negative nella vita di tutti i giorni per poterne uscirne loro stessi e disintossicarsi definitivamente.
Il 5 maggio 2008 esce il brano Modern Kids, facente parte dell'album En las nubes del duo musicale parallelo di Stefan Olsdal Hotel Persona, nel quale Brian e Stefan duettano insieme per la prima volta.
Il 7 agosto 2008 una news pubblicata sul sito ufficiale dei Placebo annuncia l'identità del nuovo batterista, il californiano Steve Forrest, ex batterista degli Evaline.

### Battle for the Sun(2009-2012)

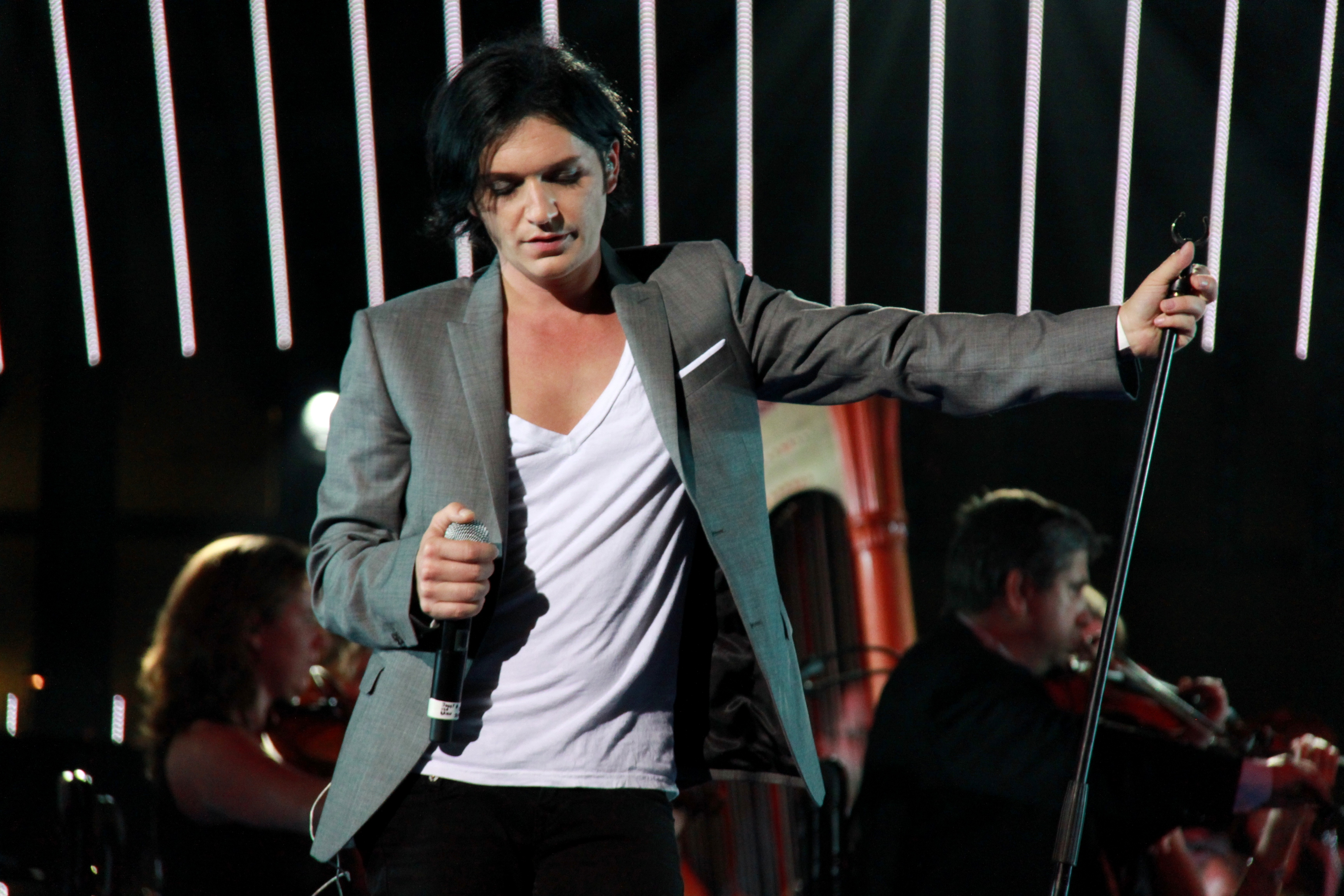
Brian Molko in concerto con i Placebo nel 2010

L'8 giugno 2009 esce il nuovo album dei Placebo, intitolato Battle for the Sun. Il disco è prodotto da Dave Bottrill e registrato in Canada, Toronto, con il nuovo batterista Steve Forrest. Anticipato dal singolo For What It's Worth, ottiene un buon successo di vendita in tutta Europa e Australia, e altri due singoli, The Never Ending Why e Ashtray Heart, vengono pubblicati rispettivamente nel Regno Unito e nel resto del mondo. Questo album è una sorta di cambiamento per il gruppo londinese che abbandona atmosfere più dark in favore di sonorità più orecchiabili.
Brian ha dichiarato: «Abbiamo realizzato un album ottimista, che parla di scegliere la vita, mettersi alle spalle l'oscurità e andare incontro alla luce. Non è possibile rimuovere il buio perché è lì, c'è, e bisogna farci i conti; è una parte di noi stessi, ma crediamo che sia meglio scegliere di proiettarsi in avanti, verso la luce del sole».
A fine gennaio 2010 è uscito come quarto singolo la nuova versione di Bright Lights.
Il 3 maggio 2010 è uscita la riedizione dell'album Covers, disco sino ad allora disponibile solamente nell'edizione speciale di Sleeping with Ghosts (2003) e in formato digitale (2007), mentre a fine settembre viene pubblicata una Redux Edition di Battle for the Sun, contenente un cofanetto costituito da due CD, il primo dei quali con le 13 tracce originali del disco e il secondo con versioni alternative e inediti; il tutto è accompagnato da delle note in copertina scritte a mano da Brian Molko.
Il 7 marzo 2011 è uscito il doppio CD B-Sides 1996-2006 contenente le b-side dei loro primi dieci anni di carriera, mentre ad agosto il gruppo tiene un concerto a Stoccarda in onore dei 125 anni della Mercedes-Benz, preceduti sul palco dai Thirty Seconds to Mars. Il 31 ottobre 2011 esce il DVD We Come in Pieces, che documenta il concerto tenutosi alla Brixton Academy di Londra nel settembre 2010, in tre versioni: DVD singolo, un'edizione deluxe con due DVD e in formato Blu-Ray. Questo concerto fa parte del tour mondiale a supporto dell'album Battle for the Sun.
Nel 2012 il gruppo stringe due collaborazioni: ad aprile con gli organizzatori degli Independent Spirit Awards per un concerto da tenere a Londra, preceduto da due concerti di riscaldamento, uno a Edimburgo e uno a Liverpool; a giugno con lo sponsor della casa automobilistica Mercedes-Benz hanno tenuto invece cinque concerti in cinque città europee (Parigi, Roma, Zurigo, Amburgo e Madrid) totalmente gratuiti. La band è poi partita con un tour estivo europeo tra fine luglio e metà settembre.
Il 12 ottobre 2012 esce B3 EP, contenente quattro brani inediti la cover di I Know You Want to Stop dei Minxus.

### Loud Like Love,MTV UnpluggedeA Place for Us to Dream(2013-2016)
Il 21 maggio 2013 la band annuncia, tramite il sito ufficiale, l'uscita dell'album Loud Like Love, avvenuta il 16 settembre seguente. Il 12 luglio viene pubblicato il primo singolo Too Many Friends, di cui viene diffuso anche il videoclip il 9 agosto. Il video è stato diretto da Saman Kesh, con la collaborazione di Breat Easton Ellis come voce narrante un omicidio. Il 6 agosto, inoltre, viene pubblicata la title track dell'album, Loud Like Love. Il 16 settembre l'uscita dell'album è promossa tramite uno show di 90 minuti in diretta su YouTube, Loud Like Love TV, al quale i fan hanno potuto partecipare attivamente, scoprendo curiosità sull'album. Viene inoltre pubblicata una serie di videoclip ufficiali di tutte le tracce del nuovo album, realizzati da artisti della scena videomusicale emergenti.

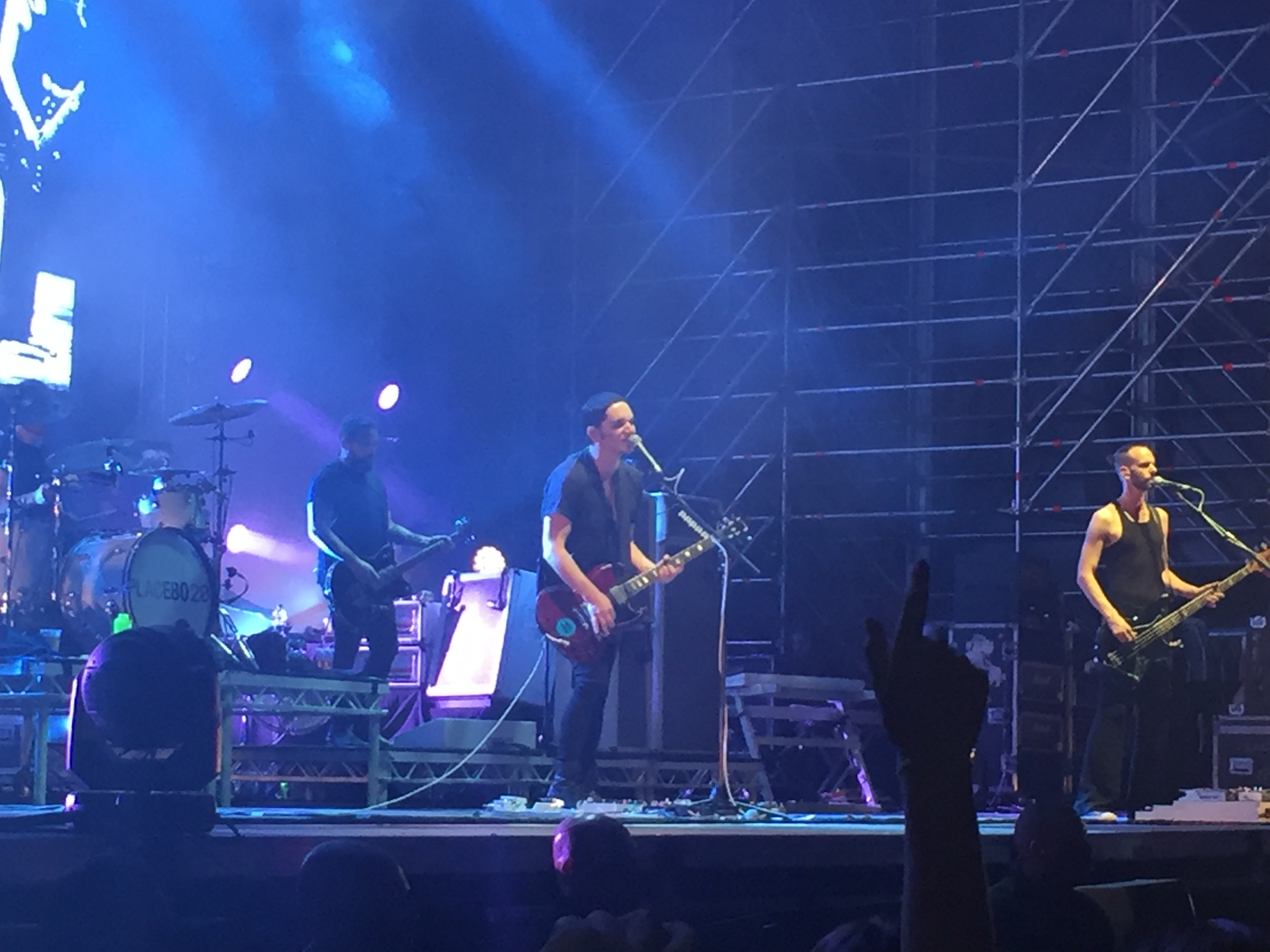
I Placebo in concerto a Barolo nel 2017

Il 2 febbraio 2015, dopo sette anni di collaborazione, il batterista Steve Forrest lascia la band per dedicarsi a progetti propri. Per il tour britannico subentra il batterista dei Colour of Fire, Matthew Lunn, come turnista per il gruppo, con il quale il gruppo si imbarcherà anche in un altro tour mondiale a supporto del suo settimo album di inediti, insieme al turnista storico Bill Lloyd (tastiere) e a Nick Gavrilovic (chitarra ritmica) e Fiona Brice (tastiere e violino), entrambi turnisti per i Placebo dal 2008.
Nel giugno 2015, per celebrare i venti anni dall'uscita del loro album di esordio, i Placebo hanno annunciato la riedizione dei loro primi cinque album su vinile colorato. Il 19 agosto 2015 hanno eseguito un concerto per MTV Unplugged a Londra; la registrazione del concerto viene successivamente pubblicata come album dal vivo il 27 novembre 2015. Nel marzo 2016 i Placebo hanno annunciato il tour A Place for Us to Dream - 20 Years of Placebo. Il 4 agosto viene quindi annunciata la pubblicazione della raccolta A Place for Us to Dream e dell'EP Life's What You Make It, contenente materiale inedito, entrambi pubblicati il 7 ottobre 2016; sia l'album che l'EP contengono il singolo inedito Jesus' Son, del quale video viene registrato in Sardegna. Il 7 ottobre 2016 il gruppo ha pubblicato il videoclip ufficiale del brano Every You Every Me, filmato nel 1998 ma mai pubblicato.

### Never Let Me Goe il filmThis Search for Meaning(2017-presente)
Nell'ottobre 2017 Molko, parlando di un possibile nuovo album, ha detto: «Vorrei scrivere qualcosa che riflettesse il dolore, la sofferenza e la frustrazione che proviamo come esseri umani ogni giorno. Sto provando a buttarmi in nuovi generi, proprio come fece David Bowie con Burroughs. Il processo creativo si sta svolgendo al contrario, parto dal titolo del pezzo per poi costruire il testo e la melodia». Nel 2018 Olsdal conferma che la band sta lavorando al nuovo disco, che sarà sperimentale e non orientato al mainstream, senza però definire una data di uscita. A inizio 2019 il gruppo annuncia con una foto su Instagram che è in studio e sta registrando nuovo materiale.
Il 29 gennaio 2020 il gruppo annuncia di aver firmato un contratto discografico con l'etichetta indipendente britannica SO Recordings, e che il loro nuovo album vedrà presto la luce. La post-produzione dello stesso viene, tuttavia, fortemente ritardata a causa della pandemia di COVID-19.

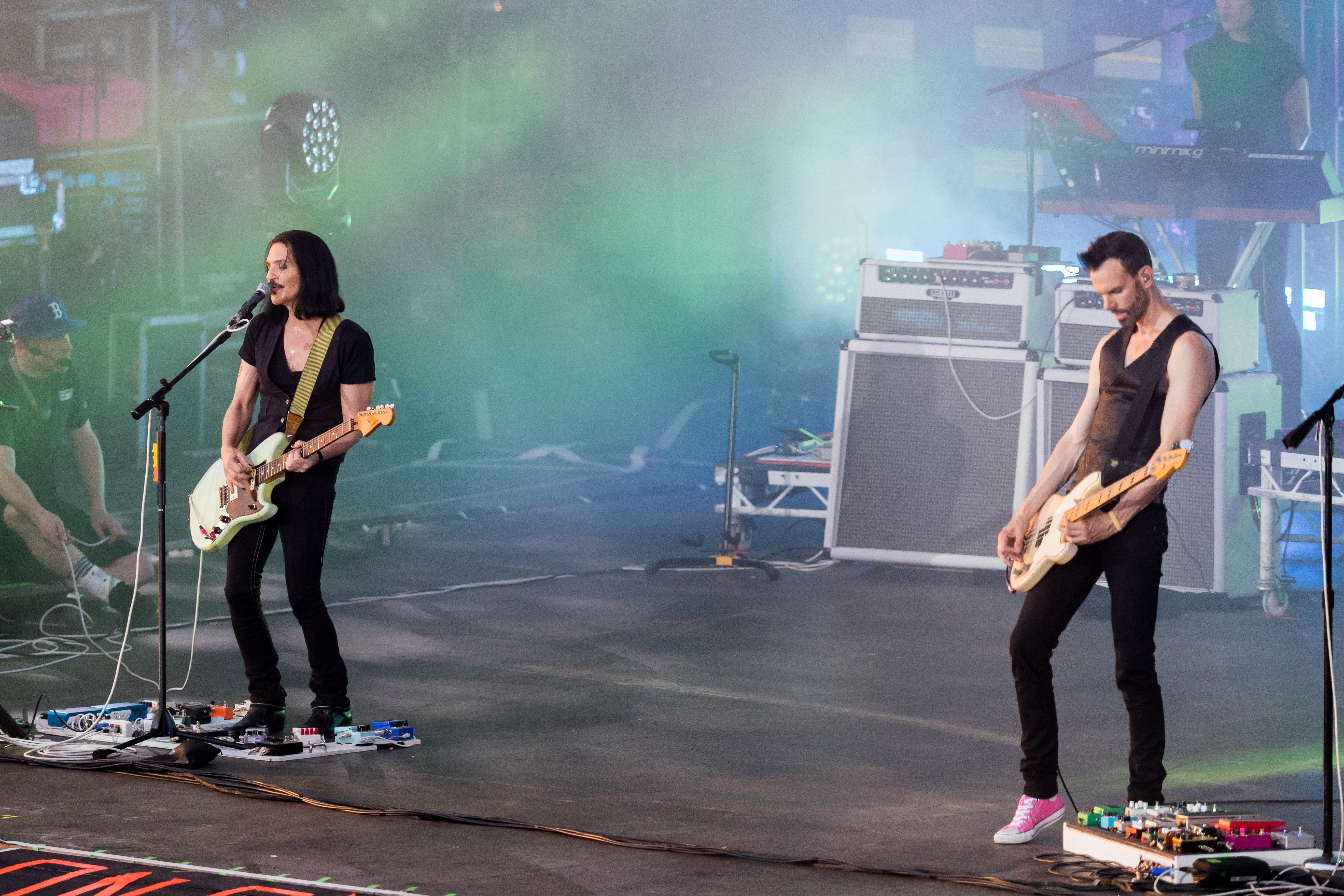
I Placebo al Rock am Ring 2022

Il 17 settembre 2021, dopo oltre un anno dall'ultimo aggiornamento ufficiale, esce il singolo inedito Beautiful James, presentato il giorno precedente, a sorpresa, su BBC Radio 6. Il 2 novembre viene annunciata la pubblicazione, per la settimana successiva, di un secondo singolo inedito intitolato Surrounded by Spies. Due giorni dopo vengono invece rivelati il titolo e la copertina dell'ottavo album del gruppo, Never Let Me Go. Per entrambi i brani vengono prodotti due video ufficiali molto simili tra loro, che vedono semplicemente il duo suonare insieme agli altri musicisti all'interno di una stanza. A gennaio e a marzo 2022 altri due singoli, Try Better Next Time e Happy Birthday in the Sky, vengono pubblicati prima dell'uscita dell'album, avvenuta il 25 marzo 2022. Riguardo l'album, Molko conferma di aver composto con Olsdal la gran parte dei brani «a processo inverso», ovvero partendo da un'idea di titolo e poi componendo il brano, e di essersi valsi di due batteristi di sessione per la registrazione del disco, quest'ultimo prodotto dai Placebo stessi e da Adam Noble. Il 7 settembre 2022 il gruppo pubblica come singolo la propria reinterpretazione di Shout dei Tears for Fears.
Il 15 dicembre 2023 viene pubblicato il box set Placebo Live, contenente  esibizioni tratte dal tour internazionale in supporto di Never Let Me Go, e nello specifico varie date europee in un album dal vivo in doppio LP, il loro concerto a Mexico City in Blu-ray e un'esibizione in studio in formato CD.
Nell'ottobre 2024 esce nei cinema di tutto il mondo il documentario This Search for Meaning, diretto da Oscar Sansom e distribuito da Abramorama, che esplora la carriera musicale dei Placebo nel corso degli anni attraverso filmati e interviste a Molko, Olsdal e altri personaggi e ospiti vicini al duo.

## Stile musicale
Tra le altre cose, i Placebo sono conosciuti per i molteplici temi scelti nella composizione dei brani: aggressività, amore, sesso, droga e soprattutto trasgressione rientrano negli argomenti più trattati nelle loro canzoni. Il suono in genere è molto enfatizzato, grazie anche all'utilizzo di effetti di distorsione sulla chitarra e sul basso e l'elettronica utilizzata. I Placebo sono altresì famosi per ballate leggere e romantiche, seguite da arpeggi dolci di chitarra e una tastiera molto presente. Il loro genere viene definito rock alternativo proprio perché la band è solita unire brani aggressivi e potenti a ballate, ma molte delle loro produzioni sono anche di tipico stampo glam e punk, anche se non sono rari accostamenti al gothic rock. Con il passare degli anni, e a partire dall'album Sleeping with Ghosts, il gruppo ha inoltre sempre più ampliato l'uso dell'elettronica nei suoi brani, facendone un proprio marchio di fabbrica. Parlando dell'album di esordio del gruppo, quando definito dalla critica musicale come appartenente al Britpop, il cantante Brian Molko ha detto che «vi era un preciso sound e un preciso pubblico per il movimento Britpop. [...] Era particolarmente mascolino, e noi eravamo l'antitesi di ciò. [...] Stavamo cercando di mischiare Sonic Youth e Depeche Mode e vedere cosa ne potesse uscire fuori».

## Formazione

### Attuale
- Brian Molko – voce, chitarra, basso, tastiera, sintetizzatore (1994-presente)
- Stefan Olsdal – basso, chitarra, pianoforte, tastiera, sintetizzatore, cori (1994-presente)

### Ex componenti
- Robert Schultzberg – batteria (1995-1996)
- Steve Hewitt – batteria (1994-1995, 1996-2007)
- Steve Forrest – batteria (2008-2015)

### Turnisti
- Bill Lloyd – pianoforte, tastiera, basso (1996, 1998-presente)
- Nick Gavrilovic – chitarra ritmica, lap steel guitar, tastiera, cori (2008-presente)
- Matthew Lunn – batteria, percussioni (2015-presente)
- Angela Chan – violino, tastiera, percussioni, cori (2017-presente)
- Xavior Roide – tastiera, campionatore, cori (2003-2005)
- Alex Lee – chitarra ritmica, tastiera, cori (2006-2007)
- Fiona Brice – violino, tastiera, theremin, percussioni, cori (2008-2017)

## Discografia

### Album in studio
- 1996 – Placebo
- 1998 – Without You I'm Nothing
- 2000 – Black Market Music
- 2003 – Sleeping with Ghosts
- 2006 – Meds
- 2009 – Battle for the Sun
- 2013 – Loud Like Love
- 2022 – Never Let Me Go

### Album dal vivo
- 2009 – iTunes Live: London Festival '09
- 2015 – MTV Unplugged
- 2023 – Placebo Live

### Raccolte
- 2003 – Covers
- 2004 – Once More with Feeling: Singles 1996-2004
- 2011 – B-Sides 1996-2006
- 2015 – Placebo: B-Sides
- 2015 – Without You I'm Nothing: B-Sides
- 2015 – Black Market Music: B-Sides
- 2016 – Sleeping with Ghosts: B-Sides
- 2016 – Meds: B-Sides
- 2016 – A Place for Us to Dream

## Filmografia
- 2024 – This Search for Meaning